# Machine Head (албум)
Machine Head (срп. Глава мотора) је шести студијски албум британске рок групе Deep Purple. Снимљен је током децембра 1971. у швајцарском граду Монтроу (који се налази на Женевском језеру, у мобилној јединици групе Ролингстонс, а издат је у марту 1972. Често се цитира као један од најутицајнијих хард рок албума, који су довели до правца хеви метал.

## Списак песама
Оригинална плоча
1. – 6:05
2. – 4:51
3. – 5:03
4. – 3:56
5. – 5:40
6. – 7:19
7. – 4:31